# Cosima Wagner

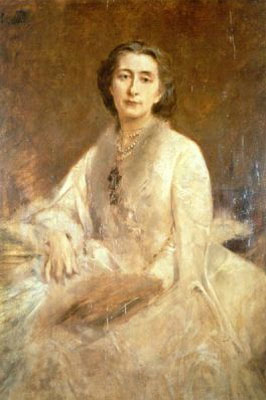
Cosima Wagner in 1879, portret van Franz von Lenbach

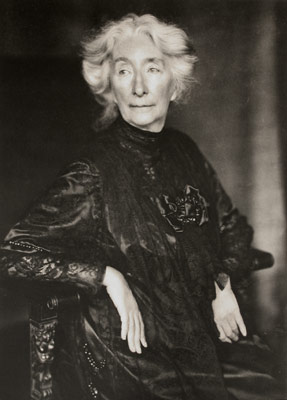
Cosima Wagner 1905

Cosima Francesca Gaetana Wagner (Como, Italië, 24 december 1837 - Bayreuth, 1 april 1930; geb. Cosima de Flavigny) was een dochter van de componist Franz Liszt. Na de dood van haar man, de componist Richard Wagner, zette zij het organiseren van de Bayreuther Festspiele voort; tevens was ze de leidende figuur binnen de Bayreuther Kreis, de kring van Wagnersympathisanten die zich beijverden voor de verspreiding van zijn werk en ideeën. De Wagnercultus, die al ontstond tijdens het leven van haar man, en het enthousiasme later van de nazi's voor Wagners werk en zijn antisemitisme, maakten haar tot een controversiële figuur.

## Biografie
Ze was de middelste van de drie kinderen van gravin Marie d'Agoult en Franz Liszt. In 1857 trouwde ze met de begaafdste leerling van haar vader, de pianist en dirigent Hans von Bülow. Het paar kreeg twee kinderen, Daniela en Blandine. In de zomer van 1864 werd ze de minnares van Richard Wagner en in april 1865 werd hun dochter Isolde geboren, welk kind door Von Bülow erkend werd. In 1867 werd Eva geboren, die eveneens door Von Bülow werd erkend. 
In november 1868 verliet ze Hans von Bülow voorgoed, en reisde ze naar Luzern, om in te trekken bij Wagner, die daar het landhuis Tribschen gekocht had. Wagners eerste vrouw Minna was toen al overleden. Hans von Bülow, een grote Wagner-promotor, reageerde gelaten: "Als het een ander was geweest dan Wagner, had ik hem neergeschoten".
Na de officiële scheiding van Hans von Bülow trouwde ze Wagner in augustus 1869. Eerder, in juni, was hun derde kind, Siegfried, geboren. Diens zonen Wolfgang en Wieland Wagner hebben na hun grootmoeder Cosima nog decennialang de gang van zaken in Bayreuth bestierd. 
Ze hield van 1869 tot Wagners dood in 1883 een dagboek bij over hun leven samen, dat later werd gepubliceerd. In dat dagboek beschrijft ze onder andere het ontstaan van de Siegfried-Idyll, een kamermuziekwerk dat Wagner voor haar verjaardag in 1870 componeerde.
Toen Richard Wagner in 1883 overleed, nam ze de organisatie van de Bayreuther Festspiele op zich. Samen met Adolf von Groß, die de financiële kant van de Festspiele beheerde, lukte het haar van deze Festspiele een succes te maken. De laatste uitvoering onder haar leiding was in 1906. Ze verzamelde om zich heen schrijvers en musici, een groep die bekend zou worden onder de naam Bayreuther Kreis, die als doel had Wagners muziek en ideeën te verspreiden, maar ook zijn reputatie te beschermen. Wagners rol als revolutionair in 1849 moest worden gemarginaliseerd, de kritiek van Nietzsche in zijn werk Der Fall Wagner moest onschadelijk gemaakt worden, en toen in 1892 de pianist Ferdinand Praeger zijn boek Richard Wagner as I knew him (Richard Wagner zoals ik hem kende) publiceerde met daarin belastende en veelal onjuiste informatie over Wagner, gaf zij de opdracht tot een tegenpublicatie. Naar aanleiding hiervan zag de Britse uitgever van Praegers werk zich genoodzaakt zijn publicatie uit de handel te nemen. Ook poogde ze het alleenrecht op de vertoning van de opera Parsifal in Bayreuth bij wet af te dwingen, maar hier ging de Reichstag niet op in, en een handtekeningenaktie voor een verbod op de vertoning in de VS 
liep op niets uit. In 1891 werd ze benoemd tot ereburger van Bayreuth, en in 1924 droeg ze de leiding over aan haar zoon Siegfried. De laatste jaren van haar leven kwam ze niet meer in de openbaarheid. Toen ze op 92-jarige leeftijd in Bayreuth overleed, werd zij in de tuin van Haus Wahnfried, naast haar echtgenoot, bijgezet.

## Kinderen
Ze had vijf kinderen:
- Daniela Senta von Bülow (Berlijn, 12 oktober 1860 - Bayreuth, 28 juli 1940)
- Blandine Elisabeth von Bülow (Berlijn, 20 maart 1863 - Florence, 4 december 1941)
- Isolde Wagner (München, 10 april 1865 - 1919)
- Eva Marie Wagner (Tribschen, 17 februari 1867 - Bayreuth, 26 mei 1942)
- Siegfried Wagner (Tribschen 6 juni 1869 - Bayreuth, 4 augustus 1930)

### Briefwisselingen en dagboeken
- Cosima Wagners Briefe an ihre Tochter Daniela von Bülow 1866-1885, nebst 5 Briefen Richard Wagners, briefwisseling met haar dochter Daniela, geredigeerd door Max Freiherrn von Waldberg, uitgeverij Cotta, Stuttgart 1933
- Cosima Wagner und Houston Stewart Chamberlain im Briefwechsel 1888-1908, briefwisseling met H. S. Chamberlain, geredigeerd door Paul Pretzsch, uitgeverij Philipp Reclam jun., Leipzig 1934
- Briefwechsel zwischen Cosima Wagner und Ernst zu Hohenlohe-Langenburg, briefwisseling met E. zu Hohenlohe-Langenburg, uitgeverij Cotta, Stuttgart 1937
- Cosima Wagner: Briefe an Ludwig Schemann, briefwisseling met Ludwig Schemann, geredigeerd door Bertha Schemann, uitgeverij Bosse, Regensburg 1937
- Lettres a Judith Gautier par Richard et Cosima Wagner, briefwisseling met de schrijfster Judith Gautier, geredigeerd door Léon Guichard, uitgeverij Gallimard, Parijs 1964
- Die Briefe Cosima Wagners an Friedrich Nietzsche, Jahresgabe der Gesellschaft der Freunde des Nietzsche-Archivs, briefwisseling met Friedrich Nietzsche, geredigeerd door Erhart Thierbach, uitgeverij Kraus, Nendeln en Liechtenstein 1975
- Cosima Wagner: Die Tagebücher 1869-1883, de dagboeken van Cosima Wagner, geredigeerd door Martin Gregor-Dellin en Dietrich Mack, Piper Verlag, München en Zürich 1976-1977.
- Cosima Wagner – Richard Strauss. Ein Briefwechsel, Veröffentlichungen der Richard-Strauss-Gesellschaft, briefwisseling met Richard Strauss, geredigeerd door Franz Trenner, met medewerking van Gabriele Strauss, Verlag Prof. Dr. Hans Schneider, Tutzing 1978